# Душан Борчић
Душан Борчић (Петровац, 13. децембар 1910 – Београд, 6. април 1941) био је пилот-ловац Југословенског краљевског ратног ваздухопловства и југословенски краљевски официр.

## Животопис
Душан Борчић је рођен у Петровцу, 13. децембра 1910. године. Прво је завршио Подофицирску пилотску школу у Мостару, а затим све етапе летачке обуке за ловца, да би 1937. године био произведен у чин потпоручника. Био је пилот-ловац, припадник 161. ескадриле, 51. ваздухопловне групе, шестог ловачког пука.
Душан Борчић је био веома вјешт и способан пилот. Приликом посјете Краљевини Југославији у марту 1941, лични изасланик Френклина Рузвелта, пуковник Вилијам Џозеф Донован пожелио је да види способност југословенских пилота. Овдје су га, дочекали директор цивилног ваздушног саобраћаја Мате Хођера и директор Аеро-клуба и предсједник „Аеропута” Рудолф Пилц. За госта на писти, испред хангара „Аеропута”, били су „постројени авиони цивилног ваздушног саобраћаја”, а потпоручник Борчић, на авиону домаће производње, извео је акробације, које су задивиле америчког пуковника. Акробације је извео ловцем Рогожарски ИК-3. Само четири мјесеца касније, 6. априла, Борчић је погинуо у истом авиону, храбро бранећи Београд.

## Погибија
Априлски рат га је затекао на аеродрому Земун, на дужности пилота у 161. ескадрили на ловцу домаће производње Ик-3. Током ваздушног дуела успео је да обори један њемачки Месершмит и један бомбардер Дорниер До-17, али је након тога погођен од стране непријатеља. Био је погођен од стране пилота Луфтвафеа Рудолфа Шмита из 5. ескадриле 77. ловачког крила и пада у близини Сарајевске улице. Авион је пао, а Душан је погинуо првог дана агресије, 6. априла 1941. године. Посљедњи пут је полетио у легенду са војног аеродрома Земун.
У току априлског рата, југословенски ловци успјели су да оборе 23 њемачка авиона уз сопствене губитке од 18 оборених и оштећених авиона, док је противавионска одбрана оборила 27 њемачких авиона. Према признању команданта њемачке 4. ваздушне флоте генерала Лера у базе у Мађарској, Аустрији и Бугарској око 10 % авиона се враћало са оштећењима. Из других њемачких извора овај број оборених авиона “Луфтвафе” процењује се до 48, пошто се неколико авиона срушило прије слијетања због тешких оштећења.

### Пилоти, браниоци престонице погинули у априлском рату 1941.[5]
1. Милош Жунић, погинуо 6. априла код Панчева.
2. Михо Клавора, погинуо 7. априла код манастира Крушедол.
3. Владимир Горуп, погинуо 7. априла.
4. Карло Штрбенк, погинуо 6. априла код Глогоњског рита.
5. Добрица Новаковић, погинуо 6. априла код Београда.
6. Бранислав Тодоровић, погинуо 7. априла.
7. Јован Капешић, погинуо 7. априла код Бешке.
8. Миливоје Бошковић, погинуо 7. априла код Ковиља.
9. Душан Борчић, погинуо 6. априла – пао у Сарајевску улицу.
10. Милутин Петров, погинуо 7. априла код ушћа Тисе у Дунав.
11. Живица Митровић, погинуо 6. априла код Шида.